# Adonisea bicuspida
Adonisea bicuspida là một loài bướm đêm trong họ Noctuidae.